# Cyphalonotus benoiti
Cyphalonotus benoiti is een spinnensoort in de taxonomische indeling van de wielwebspinnen (Araneidae).
Het dier behoort tot het geslacht Cyphalonotus. De wetenschappelijke naam van de soort werd voor het eerst geldig gepubliceerd in 1965 door Archer.